# Artèries temporals profundes
Les artèries temporals profundes anteriors i mèdies (TA: artèria temporal anterior, artèria temporal mèdia) són dues artèries originades a la segona porció de l'artèria maxil·lar. ascendent entre el múscul temporal i l'os. L'anterior artèria temporal profunda arriba a l'artèria llagrimal.

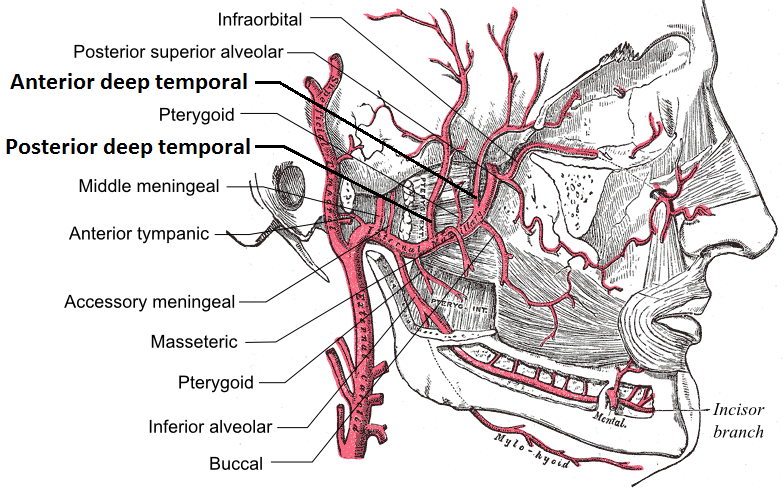
Artèries temporals profundes

## Branques
L’anterior temporal profund emet branques per a l'os zigomàtic i l'ala principal de l'os esfenoide.
La mitjana profunda temporal no presenta branques.

## Distribució
Totes dues es distribueixen al múscul temporal i als anàstoms amb l'artèria temporal mèdia.